# Platanthera minor
Platanthera minor är en orkidéart som först beskrevs av Friedrich Anton Wilhelm Miquel, och fick sitt nu gällande namn av Heinrich Gustav Reichenbach. Platanthera minor ingår i släktet nattvioler, och familjen orkidéer. Inga underarter finns listade i Catalogue of Life.